# Štefan Mauri
Štefan Mauri, slovenski skladatelj, zborovodja in pedagog, * 29. september 1931, Avče (pri Kanalu ob Soči), † 29. december 2014, Šempeter pri Gorici.

## Življenjepis
Na Akademiji za glasbo v Ljubljani je leta 1967 končal študij kompozicije. 